# Frauen-Fußballnationalmannschaft der UdSSR
Die Frauen-Fußballnationalmannschaft der Union der Sozialistischen Sowjetrepubliken  repräsentierte die Sowjetunion im internationalen Frauenfußball. Die Nationalmannschaft war der Federazija Futbola SSSR unterstellt und bestritt zwischen 1990 und 1992 28 Spiele, davon fünf als Gemeinschaft Unabhängiger Staaten (GUS), die im Dezember 1991 die Sowjetunion ablöste. Bis 1991 bestritt die sowjetische Mannschaft nur Freundschaftsspiele. Das erste, im Oktober 1991 gegen Ungarn bestrittene Spiel im Rahmen der EM-Qualifikation wird von der FIFA bereits Russland zugerechnet, während die folgenden fünf Spiele von der FIFA noch für die Sowjetunion gezählt werden. Nachdem die Mitglieder der GUS  seit 1992 als eigenständige Länder antreten, werden die Spiele von der FIFA nur in der Statistik der russischen Mannschaft gelistet, die am 17. Mai 1992 ihr erstes Spiel, das Rückspiel gegen Ungarn im Rahmen der EM-Qualifikation bestritt.

## Turnierbilanz

### Weltmeisterschaft
| - 1991: nicht teilgenommen - seit 1995: nicht mehr existent |

### Europameisterschaft
| - 1984: nicht teilgenommen - 1987: nicht teilgenommen - 1989: nicht teilgenommen - 1991: nicht teilgenommen - seit 1993: nicht mehr existent |

### Olympische Spiele
| - seit 1996: nicht mehr existent |

## Trainer
- Oleg Lapschin

## Spiele gegen Nationalmannschaften deutschsprachiger Länder
Alle Ergebnisse aus sowjetischer Sicht

### Deutschland
| Datum           | Ort          | Ergebnis | Anlass             |
| --------------- | ------------ | -------- | ------------------ |
| 07. August 1990 | Blaine (USA) | 0:3      | Freundschaftsspiel |

### Österreich und Schweiz
Keine Spiele